# Baix Vinalopó
Il Baix Vinalopó (in castigliano: Bajo Vinalopó) è una delle 34 comarche della Comunità Valenciana, con una popolazione di 267 954 abitanti in maggioranza di lingua valenciana; suo capoluogo è la città di Elche (val. Elx).
Amministrativamente fa parte della provincia di Alicante, che comprende 9 comarche.